# Zvjezdasti oštrolist
Zvjezdasti oštrolist (zvjezdičasta srčanica, oštrika tankolistna, rumenjača, lat. Onosma stellulatum) je jedna od nekloliko vrsta roda Onosma u hrvatskoj flori. Riječ "oštrolist" u imenu ove biljke potječe od brojnih krutih dlaka kojima je obrastao gotovo u cijelosti, što na dodir daje osjet oštrine.
Cvate u lipnju i srpnju, ovisno o nadmorskoj visini na kojoj se pojavljuje. Zvjezdasti oštrolist nastanjuje kamenite, sunčane obronke, osobito viših gorskih i pretplaninskih područja. Riječ je o endemičnoj i razmjerno rijetkoj vrsti, pa je pod strogom zakonskom zaštitom.